# 阿莱讷河 (阿龙河支流)
阿萊訥河（法語：Alène，法語發音：[alɛn]）是法國勃艮第-弗朗什-孔泰大区涅夫勒省的河流，屬於阿龍河的左支流，河道全長55.9公里，流域面積338平方公里，平均流量每秒4.48立方米，河口處在塞西拉图尔。

## 外部連結
- http://www.geoportail.fr （页面存档备份，存于）
- The Alène at the Sandre database （页面存档备份，存于）